# Schauburg (Hannover)
Die 1911 eröffnete Schauburg in Hannover galt in den 1930er Jahren als eines der schönsten Theater Deutschlands und war dem klassischen Schauspiel verpflichtet. Schauspieler wie Theo Lingen und die Brüder Neutze hatten hier ihr Debüt. Standort des 1911 erbauten und im Zweiten Weltkrieg zerstörten Gebäudes war der Stadtteil Südstadt, auf der Ostseite der Hildesheimer Straße gegenüber der Akazienstraße, zwischen „Adelheidstraße“ und „Schläger-/Lutherstraße“.

## Geschichte
Nachdem der Abenteurer, Maler, Architekt und Schauspieler Franz Bubenzer 1908 von Berlin aus „eine Denkschrift zur Theatersituation in Hannover“ verfasst hatte, entwarf er gemeinsam mit den Architekten Wilhelm Leyn und Rudolf Goedecke die Schauburg als privates Theatergebäude in Hannover. Am 15. Mai 1911 eröffnete Bubenzer das Theater mit dem ersten Teil von Goethes Faust und war dort anschließend sowohl als Regisseur als auch als Direktor tätig. Unter der Leitung von Felix Meinhardt wurden gelegentlich auch Operetten aufgeführt.
Nach dem Ersten Weltkrieg stellte die Schauburg ihre Bühne zwischen Dezember 1919 und April 1920 der Kestnergesellschaft „für einige mutige Theater-Experimente zur Verfügung“. Zu Beginn der Deutschen Hyperinflation debütierte 1921 der vom Goethegymnasium kommende Schüler Theo Lingen ohne jegliche Bühnenausbildung an der Schauburg, nahm dann jedoch Schauspielunterricht bei Friedrich Holthaus und spielte anfänglich insbesondere in expressionistischen Dramen mit.
Als Schüler der Lutherschule in Hannover kamen hingegen die drei Brüder Günther, Hans Lothar und Horst Michael Neutze, anfänglich nur als Statisten in der Schauburg, zu ihren Professionen.
Durch die Schauburg kletterte die Anzahl der Vorstellungen in Hannover von 170 in den Spielplänen 1922/23 auf 375 in den von 1923/24.
Nachdem sich der von Bubenzer angefeindete Willy Grunwald 1921 erfolgreich um die Intendantur der Städtischen Bühnen beworben hatte, wurde er 1923/24 zugleich Leiter der Schauburg. Denn bereits im März 1923 hatte die Stadt Hannover das Gebäude zunächst gepachtet, um es 1925 dann käuflich zu erwerben und im Folgejahr in „Städtisches Schauspielhaus“ umzubenennen. Direktoren wurden Rolf Roennecke (bis 1927), Georg Altmann (bis 1933) und Alfons Pape (bis 1943). Unter Pape wirkte Claus Harms in kleineren Rollen und als Dramaturg.
Das Gebäude wurde im Zweiten Weltkrieg bei dem schweren Luftangriff auf Hannover in der Nacht auf den 9. Oktober 1943 zerstört. In der Folge zog das „Schauspiel“ in den Ballhof um, wo unter Direktor Heinrich Koch der Betrieb bis zur Schließung sämtlicher deutschen Theater am 1. September 1944 fortgeführt wurde.